# Canoagem nos Jogos Olímpicos de Verão de 2016 - K-1 200 m masculino

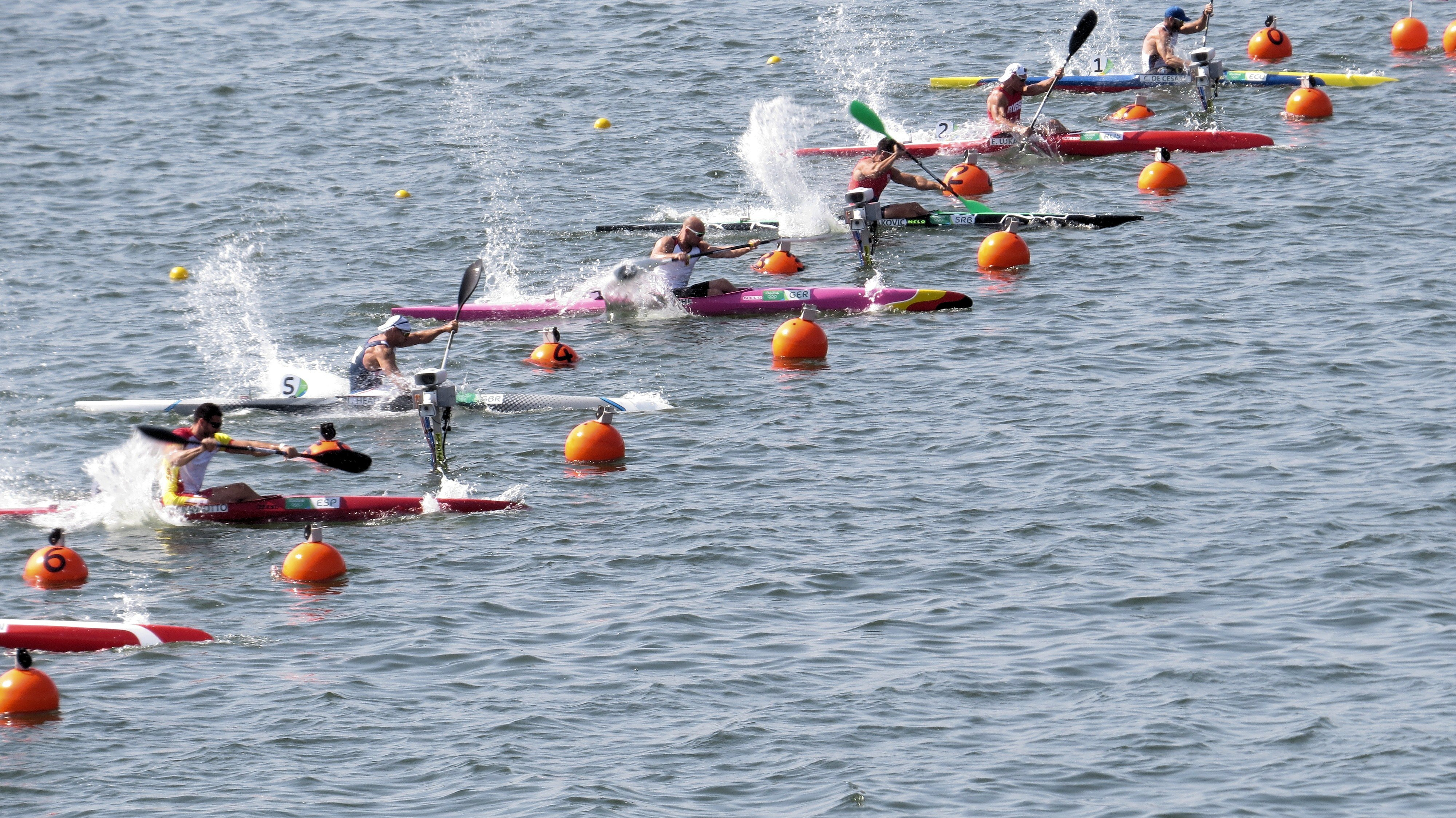
Largada da primeira bateria da semifinal.

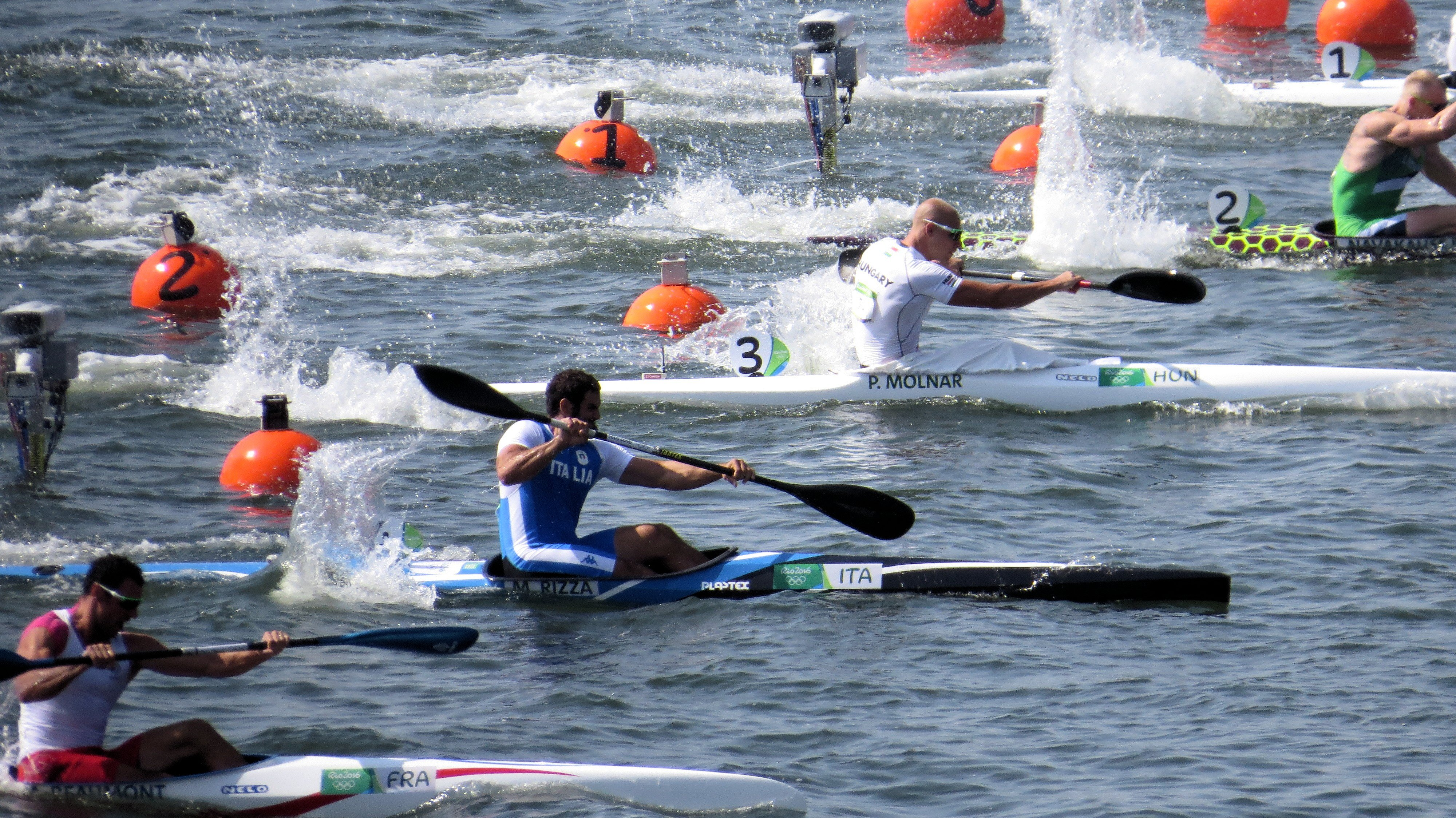
Canoístas durante a segunda bateria da semifinal.

A competição do K-1 200 m masculino da canoagem nos Jogos Olímpicos de Verão de 2016 realizou-se nos dias 19 (provas eliminatórias e semifinais) e 20 de agosto (finais), no Estádio da Lagoa.

## Calendário
Horário local (UTC-3)
| Dia          | Horário | Fase          |
| ------------ | ------- | ------------- |
| 19 de agosto | 09:00   | Eliminatórias |
| 19 de agosto | 10:07   | Semifinal     |
| 18 de agosto | 09:00   | Final         |

## Medalhistas
| Ouro   | GBR Liam Heath                      |
| Prata  | FRA Maxime Beaumont                 |
| Bronze | ESP Saúl Craviotto GER Ronald Rauhe |

## Resultados

### Eliminatórias
Os cinco principais de cada bateria, mais o sexto lugar mais rápido avançam para as semifinais. 

#### Bateria 1
| Pos. | Canoísta            | CON             | Tempo  | Notas |
| ---- | ------------------- | --------------- | ------ | ----- |
| 1    | Ronald Rauhe        | GER Alemanha    | 34.350 | SF    |
| 2    | Manfredi Rizza      | ITA Itália      | 34.726 | SF    |
| 3    | Mark de Jonge       | CAN Canadá      | 34.898 | SF    |
| 4    | Aleksejs Rumjancevs | LAT Letônia     | 35.175 | SF    |
| 5    | César de Cesare     | ECU Equador     | 35.216 | SF    |
| 6    | Paweł Kaczmarek     | POL Polônia     | 35.562 |       |
| 7    | Edson da Silva      | BRA Brasil      | 35.665 |       |
| 8    | Alexey Dergunov     | KAZ Cazaquistão | 36.647 |       |

#### Bateria 2
| Pos. | Canoísta             | CON                 | Tempo  | Notas |
| ---- | -------------------- | ------------------- | ------ | ----- |
| 1    | Maxime Beaumont      | FRA França          | 34.322 | SF    |
| 2    | Saúl Craviotto       | ESP Espanha         | 34.694 | SF    |
| 3    | Péter Molnár         | HUN Hungria         | 35.102 | SF    |
| 4    | Evgenii Lukantsov    | RUS Rússia          | 35.245 | SF    |
| 5    | Cho Kwang-hee        | KOR Coreia do Sul   | 35.402 | SF    |
| 6    | Fidel Antonio Vargas | CUB Cuba            | 35.561 |       |
| 7    | Filip Šváb           | CZE República Checa | 35.567 |       |

#### Bateria 3
| Pos. | Canoísta          | CON              | Tempo  | Notas |
| ---- | ----------------- | ---------------- | ------ | ----- |
| 1    | Liam Heath        | GBR Grã-Bretanha | 34.327 | SF    |
| 2    | Stephen Bird      | AUS Austrália    | 34.650 | SF    |
| 3    | Marko Novaković   | SRB Sérvia       | 34.938 | SF    |
| 4    | Ignas Navakauskas | LTU Lituânia     | 35.144 | SF    |
| 5    | Petter Menning    | SWE Suécia       | 35.264 | SF    |
| 6    | Rubén Rézola      | ARG Argentina    | 35.491 | SF    |
| 7    | Karim Elsayed     | EGY Egito        | 37.294 |       |

### Semifinal
Os quatro mais bem colocados de cada grupo avançam para a final A, os demais disputam a final B.

#### Semifinal 1
| Pos. | Canoísta          | CON              | Tempo  | Notas |
| ---- | ----------------- | ---------------- | ------ | ----- |
| 1    | Liam Heath        | GBR Grã-Bretanha | 34.076 | FA    |
| 2    | Ronald Rauhe      | GER Alemanha     | 34.180 | FA    |
| 3    | Saúl Craviotto    | ESP Espanha      | 34.545 | FA    |
| 4    | Mark de Jonge     | CAN Canadá       | 34.775 | FA    |
| 5    | Marko Novaković   | SRB Sérvia       | 34.778 | FB    |
| 6    | Petter Menning    | SWE Suécia       | 35.562 | FB    |
| 7    | Evgenii Lukantsov | RUS Rússia       | 35.567 | FB    |
| 8    | César de Cesare   | ECU Equador      | 35.936 | FB    |

#### Semifinal 2
| Pos. | Canoísta            | CON               | Tempo  | Notas |
| ---- | ------------------- | ----------------- | ------ | ----- |
| 1    | Maxime Beaumont     | FRA França        | 34.398 | FA    |
| 2    | Stephen Bird        | AUS Austrália     | 34.584 | FA    |
| 3    | Manfredi Rizza      | ITA Itália        | 34.686 | FA    |
| 4    | Aleksejs Rumjancevs | LAT Letônia       | 34.722 | FA    |
| 5    | Ignas Navakauskas   | LTU Lituânia      | 35.168 | FB    |
| 6    | Péter Molnár        | HUN Hungria       | 35.207 | FB    |
| 7    | Rubén Rézola        | ARG Argentina     | 35.439 | FB    |
| 8    | Cho Kwang-hee       | KOR Coreia do Sul | 35.869 | FB    |

### Final

#### Final B
| Pos. | Canoísta          | CON               | Tempo  |
| ---- | ----------------- | ----------------- | ------ |
| 9    | Ignas Navakauskas | LTU Lituânia      | 37.075 |
| 10   | Petter Menning    | SWE Suécia        | 37.104 |
| 11   | César de Cesare   | ECU Equador       | 37.169 |
| 12   | Cho Kwang-hee     | KOR Coreia do Sul | 37.265 |
| 13   | Marko Novaković   | SRB Sérvia        | 37.415 |
| 14   | Evgenii Lukantsov | RUS Rússia        | 37.482 |
| 15   | Péter Molnár      | HUN Hungria       | 37.896 |
| 16   | Rubén Rézola      | ARG Argentina     | 38.061 |

#### Final A
| Pos.              | Canoísta            | CON              | Tempo  |
| ----------------- | ------------------- | ---------------- | ------ |
| Medalha de ouro   | Liam Heath          | GBR Grã-Bretanha | 35.197 |
| Medalha de prata  | Maxime Beaumont     | FRA França       | 35.362 |
| Medalha de bronze | Saúl Craviotto      | ESP Espanha      | 35.662 |
| Medalha de bronze | Ronald Rauhe        | GER Alemanha     | 35.662 |
| 5                 | Aleksejs Rumjancevs | LAT Letônia      | 35.891 |
| 6                 | Manfredi Rizza      | ITA Itália       | 36.000 |
| 7                 | Mark de Jonge       | CAN Canadá       | 36.080 |
| 8                 | Stephen Bird        | AUS Austrália    | 36.426 |